# Theodore Dalrymple

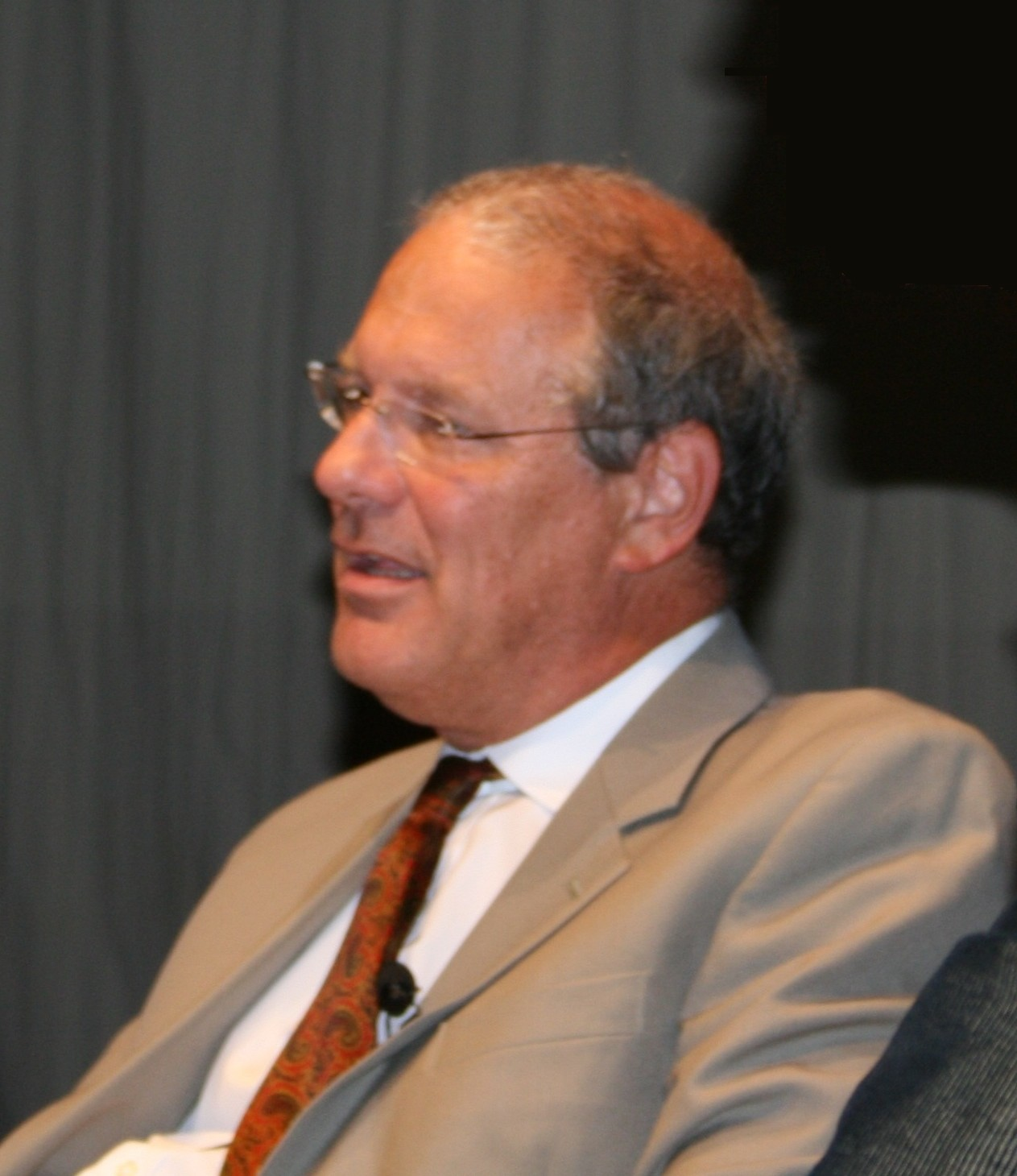
Theodore Dalrymple, 2007

Anthony Daniels (* 11. Oktober 1949 in London), besser bekannt unter seinem Pseudonym Theodore Dalrymple, ist ein britischer Essayist.
Anthony Daniels ist der Sohn eines kommunistischen Aktivisten und einer deutschen Jüdin, die während der Zeit des Nationalsozialismus nach England emigrierte. Er studierte Medizin an der Birmingham Medical School und spezialisierte sich zum Psychiater.
Nach Berufsstationen in Simbabwe, Tansania und Südamerika arbeitete er bis zu seiner Pensionierung in Birmingham als Gefängnisarzt. Parallel hierzu begann er seine Tätigkeit als gesellschaftskritischer Essayist und Schriftsteller mit konservativem Fokus.
Theodore Dalrymple ist Autor des Monatsmagazins „eigentümlich frei“.

## Publikationen
- Le Corbusiers Bauten – schlimmer als Bombenkrieg, Die Welt, 16. Oktober 2011 (Seine Architektur war unmenschlich, sein Denken totalitär, seine Zerstörungswut Ausfluss europäischen Selbstekels. Eine Philippika gegen Le Corbusier.)
- Der Untergang Europas: Literatur und Kultur, Wirtschaft und Gesellschaft, Ideologie und Psychopathologie, Verlag Lichtschlag Medien und Werbung, 2016, ISBN 978-3-939-56251-1.